# Alianța celor Doisprezece
Alianța celor Doisprezece (engleză: Alliance of Twelve), cu SD-6 fiind o celulă subordonatoare, este un grup de crimă organizată, care se ocupă cu schimbul de arme și informații, în serialul Alias. Organizația a fost întemeiată de Alain Christophe, cândva un ofițer CIA de contrainformații, dar și de alți foști agenți a diferitor agenții de informații și de indivizi bogați care investeau în spionaj după Războiul Rece.

## Structura organizației
Alianța este condusă de un grup de directori. Câțiva membri fac parte din sectorul privat, dar majoritatea sunt foști ofițeri de informații. Toți aceștia sunt foarte înstăriți.
Alianța este împărțită în 12 secțiuni, numite SD-1 până la
SD-12. "SD" vine de la Section Disparue — care înseamnă literal, secțiunea care a dispărut în limba franceză (Sydney o traduce ca "secțiunea care nu există"). Aceste celule organizate sunt răspândite în întreaga lume; câteva locații cunoscute sunt: Berlin (SD-1), Paris (SD-2), Atena (SD-3), Roma (SD-4), Tripoli (SD-5), Los Angeles (SD-6), Beijing (SD-7), Madrid (SD-8), Londra (SD-9), Seul (SD-10), Tokyo (SD-11) și Zürich (SD-12).  

## Obiective
Scopul Alianței este dominația pieței negre care comercializează arme, secrete militare, informații industriale, tehnologie medicală, descoperiri în calculatoare și agende politice. Printre lienții organizației se numără guverne, corporații, cetățeni bogați, familii. 
Alianța țintește la o dominație globală prin controlul său asupra crimei organizate și schimbului de informații. Potrivit lui Jack și Sloane, Alianța dorea să schimbe lumea și să o scape de corupție, dar Alianța a fost coruptă de-a lungul anilor și a deraiat de la scopul original și s-a concentrat asupra profitului în schimb.  

## Acțiuni
Potrivit lui Sydney Bristow în episodul "Q and A", Alianța celor Doisprezece a fost responsabilă pentru dezastrul cu procură de carbon din 1992, în care o scurgere a unei substanțe chimice foarte periculoase dintr-o fabrică din Bangalore, India a dus la moartea a peste 3000 de oameni și a rănit alți 1000. În 1996, în apropiere de Kyoto, Japonia, un tren de mare viteză a deraiat, omorând 150 de oameni -Alianța a fost, desigur, responsabilă pentru acest dezastru. În 2001, Alianța a cauzat ca un avion din Germania să sufere anumite transformări mecaice și să se prăbușească lângă München, omorând 12 oameni. Aceste dezastre au fost plănuite în așa mod încât să pară accidente. În realitate, unele dintre ele au fost acțiuni de răzbunare, iar altele favoruri personale celor ce au finanțat Alianța. Unele au fost distrageri, cu scopul ca resursele locale să fie ocupate pentru ca SD-4 sau SD-7 să se poată infiltra într-o clădire anume și pentru a recupera informații vitale.

## Despre Alianță
Pe parcursul primului sezon, apar și alți lideri ai celulelor SD. Printre aceștia se afla Edward Poole, conducătorul SD-9 (jucat de Roger Moore), care reușește să îl convingă pe Sloane să îl omoare pe un alt șef SD, Jean Briault. Acest lucru a fost realizat în vederea influențării votului de a-i declara sau nu război lui Alexander Khasinau, care a eliminat grupurile rivale FTL și K-Directorate. Un alt lider SD a fost identificat numai după prenume său, "Ramon," dar numele sau numărul celulei SD nu sunt dezvăluite.
Pe lângă structura ei pe celule, a cărui scop era de a permite distrugerea tuturor celulelor SD în cazul unei posibile compromiteri, Alianța era o organizație nemiloasă, care îi supraveghea chiar și pe liderii celulelor. 
Când soția lui Arvin Sloane, Emily recunoaște că știa de existența SD-6, Arvin primește ordinul de a-și omorî soția, ca un test de loialitate. Arvin a reușit să mai câștige puțin timp de trăit pentru Emily, deoarece aceasta suferea de cancer și urma să moară în curând. Dar, atunci când se descoperă că Emily începe să se vindece, Arvin primește din nou ordinul de a o ucide, pentru a deveni un "partener întreg" al Alianței. El a "omorât-o" pe Emily, folosind un drog, pe care i l-a pus în vin, pentru a-i opri inima, ceea ce dădea impresia morții. 
După ce și-a dovedit loialitatea față de Alianță, Arvin este primit ca un partener egal și este injectat în gât cu un dispozitiv și un mini-microfon, pentru a-i fi urmărite toate mișcările și toate conversațiile 24/7. Deși Sloane atunci făcea parte din membrii principali ai Alianței, el, totuși, nu se afla printre în realitate într-o relație prietenoasă cu ceilalți lideri, sugerând că între toate celulele SD și între liderii lor exista o mare competiție și multe suspiciuni.

## SD-6
SD-6, condusă de Arvin Sloane și cu sediul în Los Angeles, constituie baza primelor două sezoane ale serialului Alias. Precum telespectatorii își vor da seama pe parcursul serialului, scopul SD-6 este destul de diferit de presupusul obiectiv "recuperarea și studierea informațiilor militare și industriale, din întrega lume, care sunt vitale superiorității și supraviețuirii Statelor Unite ale Americii" 
În primul episod din Alias, Sydney Bristow este informată de tatăl ei Jack că organizația pentru care lucrează nu este o parte din CIA, așa cum pretinde, ci o parte a Alianței celor Doisprezece, rival al CIA și dușman al Statelor Unite. Majoritatea membrilor organizației SD-6 cred că aceasta este o ramură secretă a CIA, precum și Sydney credea până când Jack i-a spus adevărul, numai foarte puțini ofițeri superiori cunosc adevărul și iau parte la această decepție.
SD-6 își avea sediul în clădirea Credit Dauphine din Los Angeles, cu intrarea printr-un lift special către nivelele subterane ale clădirii. Fiecare persoană care intra era scanată biometric, iar numai după confirmarea identității se deschidea ușa către birourile SD-6. S-a dezvăluit faptul că toate suprafețele fundației au fost echipate cu explozibil C-4 care vor exploda dacă seiful este spart, ca o măsură de siguranță. Activarea acetei proceduri putea fi făcută numai de Arvin Sloane, acesta folosindu-și amprenta de la deget; se presupune că și celelalte celule SD au aceleași măsuri de siguranță, ceea ce ar îngreuna distrugerea lor (cum s-a întâmplat în sezonul 2, în timpul raidului CIA).
SD-6 a angajat o echipă care se ocupa de securitatea organizației. Acesta trebuia să-i investigheze și să-i omoare pe cei care aflau de existența SD-6, sau pe cei care aflau despre adevărata natură a organizației și pe agenții dubli din cadrul SD-6. Logodnicul lui Sydney, Danny a fost ucis de către divizia de securitate internă a SD-6 în sezonul 1, după ce Sydney i-a dezvăluit acestuia că lucra pentru SD-6, crezând că face parte din CIA.

## Sfârșitul Alianței
Alianța a fost distrusă la mijlocul sezonului 2 (episodul "Phase One"),  când Sydney adună destule informații cu ajutorul lui Julian Sark de pe serverul 47 (pentru a menține intriga lui Rambaldi pe parcursul serialului, numărul 47, care reprezintă un număr aparte în lucrările lui Rambaldi, este folosit foarte des). Având toate informațiile necesare, CIA a putut să atace în același timp toate celulele SD, punând astfel capăt Alianței.
Deși serverul 47 era localizat pe un avion Boeing 747, care stătea mereu în aer -ca o măsură de siguranță-, Sydney a reușit să ajungă pe acel avion în timpul unei aterizări -pentru ca avinul să fie încărcat cu combustibil- și să copieze toate informațiile de pe server. Când Jack a mers din nou la sediul SD-6, pentru a verifica dacă informațiile obținute erau adevărate, el a fost capturat din ordinele noului conducător, Geiger (Sloane a fost declarat ca dușman al Alianței), care l-a acuzat de a fi un spion CIA.
Știind că nu se poate întoarce ea însăși la SD-6, Sydney l-a rugat pe partenerul ei, Marcus Dixon, să îi confirme informațiile obținute, după ce i-a dezvăluit adevărata natura a SD-6. Cu aceste informații, CIA a putut să organizeze un raid asupra tuturor birourilor celulelor SD din întrega lume. Sydney a făcut parte din echipa CIA, care s-a infiltrat în sediul SD-6 din Los Angeles și și-a salvat tatăl cu câteva momente înainte de a fi fost electrocutat de către Geiger. Apoi este dezvăluit faptul că Sloane plănuise distrugerea Alianței, că l-a pus pe un tehnician să păcălească dispozitivul de supraveghere implantat în gât, și că el împreună cu Sark i-au furnizat informațiile necesare CIA-ului -după ce și-a dus toate obiectele lui Rambaldi într-un loc secret, în afara SD-6. 